# Царёв, Алексей Васильевич
Алексе́й Васи́льевич Царёв (18 октября 1916, Новгород — 12 апреля 1991, Ленинград) — советский военнослужащий, участник Великой Отечественной войны, командир эскадрильи 452-го бомбардировочного авиационного полка 218-й бомбардировочной авиационной дивизии 5-й воздушной армии 2-го Украинского фронта, капитан ВВС, Герой Советского Союза.

## Биография
Родился 18 октября 1916 года в деревне Деревяницы (ныне в черте города Новгород) в крестьянской семье. Окончил 10 классов, школу ФЗУ. Работал слесарем на заводе имени Менделеева в Ленинграде.
В армии с 1938 года. В 1940 году окончил Балашовскую военную авиационную школу пилотов. На фронтах Великой Отечественной войны с октября 1941 года. Член ВКП(б)/КПСС с 1942 года.
Командир эскадрильи 452-го бомбардировочного авиационного полка капитан Алексей Царёв к маю 1945 года совершил 203 боевых вылета на разведку и бомбардировку железнодорожных эшелонов и скоплений войск противника.
Наиболее результативные вылеты были совершены А. В. Царёвым в 1944 году на бомбардирование румынского города Хуши и колонны транспорта в составе трёхсот автомашин, направлявшейся в столицу Венгрии — Будапешт. В 1945 году Алексей Царев, ведущий девятки самолётов, бомбардировал военные составы на станции «Комарно», где в результате возникло пять очагов сильных пожаров, а в марте того же года — скопление сил противника в венгерском городе Нитра. В апреле 1945 года во главе девятки совершил налёт на станцию «Брно» и провёл разведку с бомбардированием по маршруту «Брно — Свытывы — Йиглава — Зноймо — Штокерау».
9 мая 1945 года капитан А. В. Царёв во главе группы совершил два боевых вылета в район населённых пунктов Велики Межеричи и Здирец, сбросив 400 тысяч листовок с сообщением о безоговорочной капитуляции Германии и обращением к немецким войскам с призывом выполнить решение командования сложить оружие и прекратить бессмысленное кровопролитие.
Указом Президиума Верховного Совета СССР от 15 мая 1946 года за образцовое выполнение боевых заданий командования и проявленные при этом мужество и героизм капитану Царёву Алексею Васильевичу присвоено звание Героя Советского Союза с вручением ордена Ленина и медали «Золотая Звезда».
После войны продолжил службу в ВВС СССР. В 1948 году окончил Высшие офицерские лётно-тактические курсы. С 1960 года полковник А. В. Царёв — в запасе.
Жил в городе Зеленогорск (Санкт-Петербург). До ухода на пенсию работал в депо станции «Предпортовая» Октябрьской железной дороги, сантехником в санатории «Северная Ривьера». Умер 12 апреля 1991 года. Похоронен на Зеленогорском кладбище (15 уч.).
Награждён орденом Ленина, двумя орденами Красного Знамени, двумя орденами Отечественной войны 1-й степени, двумя орденами Красной Звезды, медалями.